# Баз Светлосни
Баз Светлосни (енгл. Buzz Lightyear) измишљени је лик из франшизе Прича о играчкама чији су аутори Disney и Pixar. Глас му позајмљује Тим Ален, а Мићко Љубичић на српском. Разумна је акциона фигура која се темељи на истоименој филмској и телевизијској франшизи. Заједно са својим пријатељем, шерифом Вудијем, један је од два главна лика у сва четири анимирана филма Прича о играчкама. У филму Прича о играчкама (1995), за разлику од већине других играчака, Баз у почетку верује да је „прави” Баз Светлосни, док касније прихвата да је заправо играчка; у филму Прича о играчкама 2 (1999), Баз се сусреће са другим акционим фигурама База Светлосног из серије играчака које на сличан начин верују да су стварне, укључујући једног од заверених непријатеља и свог оца — императора Зурга; у филму Прича о играчкама 3 (2010), смештеној десет година касније, Баз је у вези са каубојком Џеси, док је приказан и његов шпански мод; у филму Прича о играчкама 4 (2019), Баз проналази свој унутрашњи глас и опрашта се од Вудија који одлази да буде са Бо Пип.
Крис Еванс је позајмио глас лику у филму Баз Светлосни из 2022. године.